# マウナケア天文台群
マウナケア天文台群（マウナケアてんもんだいぐん、英語: Mauna Kea Observatories）は、ハワイ島のマウナ・ケア山頂周辺にある、世界各国の天文学研究機関に所属する第一級の天文台・望遠鏡が集合する区域である。

## 制度
一帯は面積約500エーカーで、マウナケア科学保護区 (Mauna Kea Science Reserve) 内で「天文学管区」(Astronomy Precinct) と呼ばれる特別土地利用区域となっている。天文台管区は1967年に設けられた。この区域はハワイ大学が管理し、各国の研究機関に土地が賃貸されている。この場所に建設された科学・工学の研究施設への投資額は総額20億ドル以上に上る。この天文台管区は、ハワイ文化の重要性を守るために制定された歴史保存法の下で保護された土地の中に位置している。

## 環境
マウナケアの高い標高と太平洋の中央に孤立した立地によって、この山は地球上で天文学の地上観測に最適な場所の一つとなっている。ここはサブミリ波・赤外・可視光での観測にとって理想的な場所である。この場所でのシーイングの調査結果からは、マウナケアが可視光・赤外画像の画質にとって最上の場所であることが分かる。例として、CFHT の位置でのシーイングはメディアンで0.43秒角となっている。
研究者の宿泊施設は山頂から下った標高2,835m (9,300ft) の場所にあり、訪問者用の情報ステーション（オニヅカ・ビジターセンター）が2,775m (9,200 ft) の場所にある。マウナケアの山頂は非常に高いため、研究者や他の訪問者は山頂に上る前に30分ほど標高の低い場所に滞在して薄い大気に体を順応させることが勧められている。

## 望遠鏡
マウナケア山頂周辺にある望遠鏡は様々な国の政府機関の予算で建設されている。ハワイ大学自身は2つの望遠鏡を直接運営している。山自体の標高は4,205mだが、望遠鏡は100mほど下った4,100m付近を中心に合計12基が存在する。
- カルテクサブミリ波天文台 (Caltech Submillimeter Observatory, CSO) - カリフォルニア工科大学
- カナダ・フランス・ハワイ望遠鏡 (Canada-France-Hawaii Telescope, CFHT) - カナダ、フランス、ハワイ大学
- ジェミニ北望遠鏡 - アメリカ、イギリス、カナダ、チリ、オーストラリア、アルゼンチン、ブラジル
- W・M・ケック天文台 (W. M. Keck Observatory) - California Association for Research in Astronomy
- 赤外線望遠鏡施設 (Infrared Telescope Facility, IRTF) - NASA
- ジェームズ・クラーク・マクスウェル望遠鏡 (James Clerk Maxwell Telescope, JCMT) - イギリス、カナダ、オランダ
- 国立天文台ハワイ観測所すばる望遠鏡 - 国立天文台
- サブミリ波干渉計 (Submillimeter Array, SMA) - 台湾、アメリカ
- イギリス赤外線望遠鏡 (United Kingdom Infra-Red Telescope, UKIRT) - イギリス
- ハワイ大学88インチ望遠鏡 (University of Hawai'i 88-inch Telescope, UH88) - ハワイ大学
- ハワイ大学24インチ望遠鏡 (University of Hawai'i 24-inch telescope, UH24) - ハワイ大学ヒロ校
- 超長基線アレイ (Very Long Baseline Array, VLBA) 受信機 - アメリカ

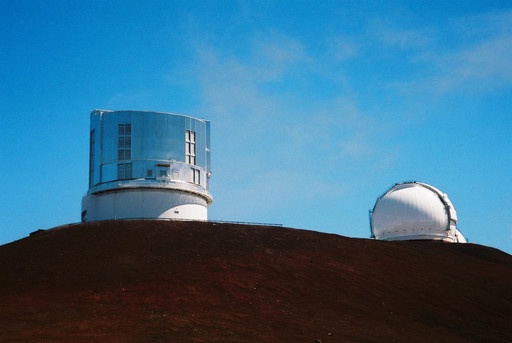
すばる望遠鏡（左）とケックI 望遠鏡
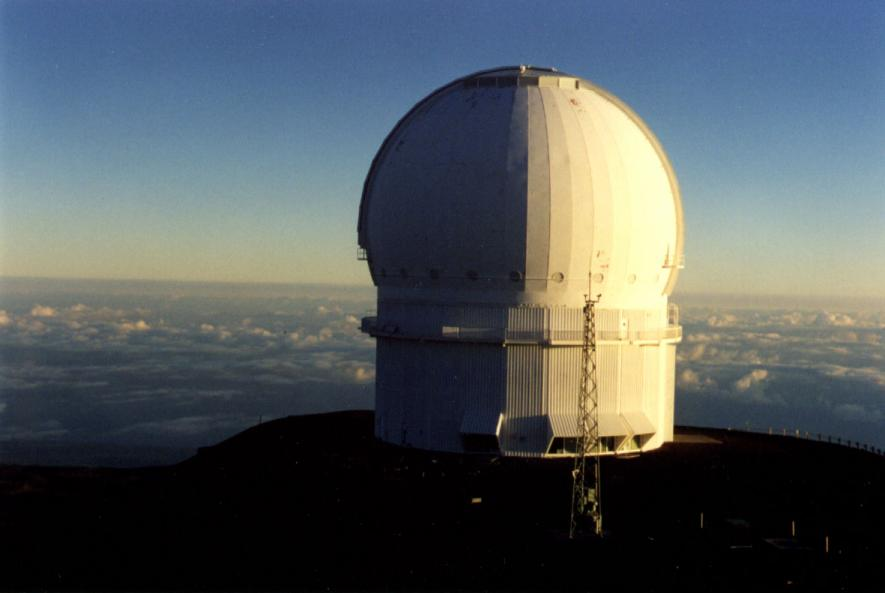
カナダ・フランス・ハワイ望遠鏡
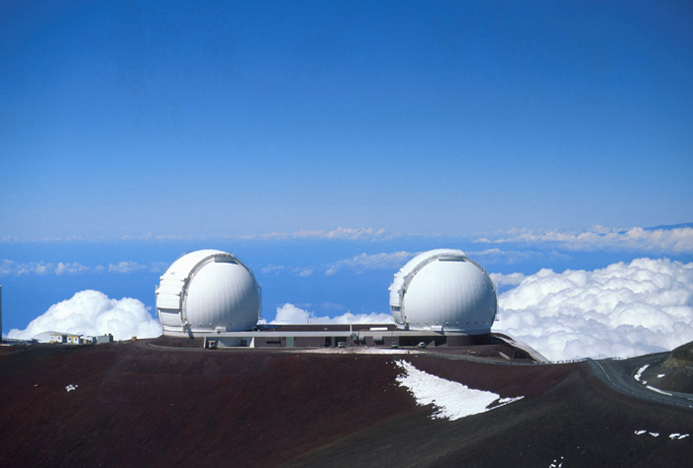
ケックI/II 望遠鏡

## 天文台の運営
天体の観測は、山頂の望遠鏡からのデータを近くの町、ヒロ（ほとんどの望遠鏡）またはワイメア（W・M・ケック天文台など）のセンターで観測者が受ける形で行われる。

## 2006年ハワイ地震
2006年10月15日に発生したハワイ地震によってマウナケアの望遠鏡も小規模な被害を受けたが、観測に大きな影響はなかった。CFHT は10月19日までに観測を再開し、ケック望遠鏡も11月15日にはほぼ正常な観測体制に復帰している。すばる望遠鏡も11月には通常の使用を再開した。
各観測施設間では、本地震の際に協力体制を取り、避難・誘導なども行われた。観測装置に関しては、各観測施設を保有する機関によって、再調整が行われ通常の観測体制に戻ることになった。

## 施設建設反対運動
マウナケア山は、ハワイ先住民が崇拝してきた聖地でもある。山頂付近には2019年時点で13基もの望遠鏡があり、もう十分だとして新たな望遠鏡施設の建設に反対する先住民グループも存在する。